# Centaurea chrysolepis
Centaurea chrysolepis là một loài thực vật có hoa trong họ Cúc. Loài này được Vis. mô tả khoa học đầu tiên năm 1860.